# Notogaeanemertes folzae
Notogaeanemertes folzae är en djurart som tillhör fylumet slemmaskar, och som beskrevs av Riser 1988. Notogaeanemertes folzae ingår i släktet Notogaeanemertes och familjen Prosorhochmidae.
Artens utbredningsområde är havet kring Nya Zeeland. Inga underarter finns listade i Catalogue of Life.